# Persone di nome Devin
| Questa pagina contiene informazioni ricavate automaticamente dalle voci biografiche con l'ausilio del template Bio e di un bot. L'aggiornamento è periodico e automatico e ricostruisce completamente la pagina. Se manca una persona in questa lista, sei pregato di non aggiungerla, ma accertati piuttosto che la sua voce biografica contenga il template Bio e che i dati anagrafici siano correttamente compilati. Se il template Bio manca, inseriscilo tu stesso o, in alternativa, metti l'avviso {{tmp\|Bio}} che ne segnala la mancanza. Se i dati riportati sono sbagliati, correggi direttamente la voce biografica; le modifiche saranno visibili in questa lista entro pochi giorni. Per chiarimenti vedi il progetto antroponimi. La lista contiene solo le 56 persone che sono citate nell'enciclopedia e per le quali è stato implementato correttamente il template Bio. Pagina aggiornata al 22 gen 2025. |

Questa è una lista di persone presenti nell'enciclopedia che hanno il nome Devin, suddivise per attività principale.

## Allenatori di pallacanestro(1)
- Devin Sweetney, allenatore di pallacanestro e ex cestista statunitense (Washington, n. 1987)

## Attori(3)
- Devin Brochu, attore statunitense (Fort Lauderdale)
- Devin Druid, attore statunitense (Chesterfield, n. 1998)
- Devin Ratray, attore statunitense (New York, n. 1977)

## Attrici(1)
- Devin Kelley, attrice statunitense (Saint Paul, n. 1986)

## Calciatori(3)
- Devin Padelford, calciatore statunitense (Maplewood, n. 2003)
- Devin Titus, calciatore sudafricano (Città del Capo, n. 2000)
- Devin Vega, ex calciatore statunitense (San Antonio, n. 1998)

## Cantanti(1)
- Devin Townsend, cantante, chitarrista e produttore discografico canadese (Vancouver, n. 1972)

## Cantautrici(1)
- Dev, cantautrice e rapper statunitense (Tracy, n. 1989)

## Cestisti(21)
- Devin Booker, cestista statunitense (Grand Rapids, n. 1996)
- Devin Booker, cestista statunitense (Whitmire, n. 1991)
- Devin Brooks, cestista statunitense (Harlem, n. 1992)
- Devin Brown, ex cestista statunitense (Salt Lake City, n. 1978)
- Devin Cannady, cestista statunitense (Mishawaka, n. 1996)
- Devin Carter, cestista statunitense (Miami, n. 2002)
- Devin Davis, ex cestista statunitense (Miami, n. 1974)
- Devin Davis, cestista statunitense (Indianapolis, n. 1995)
- Devin Durrant, ex cestista statunitense (Provo, n. 1960)
- Devin Ebanks, cestista statunitense (New York, n. 1989)
- Devin Gibson, ex cestista statunitense (Houston, n. 1989)
- Devin Gray, cestista statunitense (Baltimora, n. 1972 - Atlanta, † 2013)
- Devin Green, ex cestista statunitense (Columbus, n. 1982)
- Devin Harris, ex cestista statunitense (Milwaukee, n. 1983)
- Devin Oliver, cestista statunitense (Kalamazoo, n. 1992)
- Devin Robinson, cestista statunitense (Chesterfield Court House, n. 1995)
- Devin Searcy, ex cestista statunitense (Romulus, n. 1989)
- Devin Smith, ex cestista e allenatore di pallacanestro statunitense (New Castle, n. 1983)
- Devin Thomas, cestista statunitense (Harrisburg, n. 1994)
- Devin Vassell, cestista statunitense (Suwanee, n. 2000)
- Devin Williams, cestista statunitense (Cincinnati, n. 1994)

## Fumettiste(1)
- Devin K. Grayson, fumettista e scrittrice statunitense

## Giocatori di football americano(16)
- Devin Asiasi, giocatore di football americano statunitense (n. 1997)
- Devin Bush Jr., giocatore di football americano statunitense (Atlanta, n. 1998)
- Devin Bush, ex giocatore di football americano statunitense (Miami, n. 1973)
- Devin Duvernay, giocatore di football americano statunitense (Sachse, n. 1997)
- Devin Funchess, giocatore di football americano statunitense (Farmington Hills, n. 1994)
- Devin Gardner, ex giocatore di football americano statunitense (Detroit, n. 1991)
- Devin Harper, giocatore di football americano statunitense (Knoxville, n. 1998)
- Devin Hester, ex giocatore di football americano statunitense (Riviera Beach, n. 1982)
- Devin Lloyd, giocatore di football americano statunitense (Kansas City, n. 1998)
- Devin McCourty, ex giocatore di football americano statunitense (Nyack, n. 1987)
- Devin Singletary, giocatore di football americano statunitense (Deerfield Beach, n. 1997)
- Devin Smith, giocatore di football americano statunitense (Massillon, n. 1992)
- Cole Strange, giocatore di football americano statunitense (Knoxville, n. 1998)
- Devin Street, giocatore di football americano statunitense (Bethlehem, n. 1991)
- Devin Taylor, ex giocatore di football americano statunitense (Beaufort, n. 1989)
- Devin White, giocatore di football americano statunitense (Springhill, n. 1998)

## Hockeisti su ghiaccio(1)
- Devin DiDiomete, hockeista su ghiaccio canadese (Stratford, n. 1988)

## Politici(1)
- Devin Nunes, politico statunitense (Tulare, n. 1973)

## Pugili(1)
- Devin Haney, pugile statunitense (San Francisco, n. 1998)

## Rapper(1)
- Devin the Dude, rapper statunitense (St. Petersburg, n. 1970)

## Registi(1)
- Devin Graham, regista statunitense (n. 1983)

## Rugbisti a 15(1)
- Devin Toner, rugbista a 15 irlandese (Meath, n. 1986)

## Tennisti(1)
- Devin Bowen, ex tennista statunitense (Newport Beach, n. 1972)

## Senza attività specificata(1)
- Devin Logan, ex sciatrice freestyle statunitense (West Dover, n. 1993)